# 布丘米鄉 (瑟拉日縣)

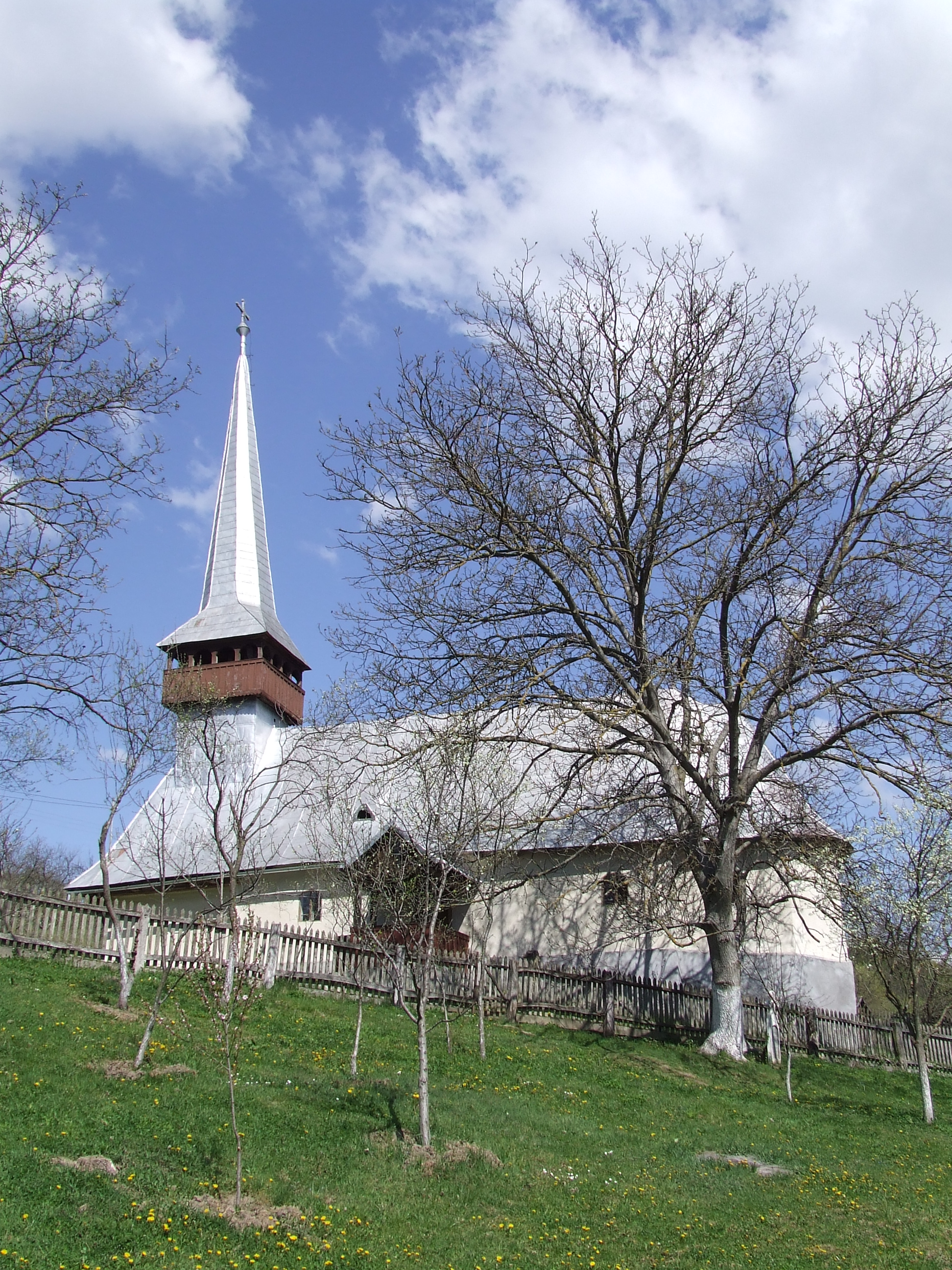

47°02′53″N 23°02′43″E / 47.0481°N 23.0453°E
布丘米鄉（羅馬尼亞語：Comuna Buciumi, Sălaj），是羅馬尼亞的鄉份，位於該國西北部，由瑟拉日縣負責管轄，面積96平方公里，海拔高度443米，2007年人口2,630，人口密度每平方公里27人。